# Вал (учения, 1977)
«Вал-77» — комбинированные учения союзных флотов, сухопутных и воздушно-десантных войск стран ОВД, проводившиеся летом 1977 года.

## Цели учений
На оперативно-тактических учениях союзных флотов «Вал-77» изучались вопросы овладения проливной зоной совместными усилиями сухопутных войск, ВМФ, ВВС и ПВО. Материалы исследования по этим вопросам в дальнейшем изучались и обобщались.

## Нововведения
Под руководством Штаба Объединенных Вооруженных Сил и с участием Генеральных (Главных) штабов союзных армий издано Руководство по организации и проведению совместных учений в Объединённых Вооружённых Силах, которое с 1 января 1976 года было введено в действие и вместе с соответствующими методическими пособиями, руководствами и инструкциями оказало большую помощь генералам и офицерам в совершенствовании методов подготовки штабов и обучения войск.

## Оценки
Джеффри Саймон, старший научный сотрудник Американского Национального университета обороны, в своей книге «Силы Варшавского договора», называет учения «Вал-77» „самыми громадными учениями на Балтике начиная с 1974 года“. Также он отмечает что комбинированные учения «Вал-77» были проведены без лишнего шума и помпы, несмотря на то что в них участвовало 200 судов и 100 летательных аппаратов горизонтального и вертикального взлёта. 
Под общим руководством командующего Силами Варшавского договора Маршала Советского Союза В. Г. Куликова был десантирован крупномасштабный морской десант (около 5 — 6 тыс. морских пехотинцев) на остров Узедом в дельте Одера. От 12 до 15 советских и польских самолётов военно-транспортной авиации осуществили выброску около полутора тысяч десантников в тыл восточногерманским оборонявшимся. Помимо того, силами специального назначения, десантированными с 30 советских и польских вертолётов был зачищен участок береговой линии, куда вскоре с советских, восточногерманских и польских десантных кораблей был высажен трёхтысячный морской десант на плавающих бронетранспортёрах и танках. При этом следует отметить, что в захвате острова Узедом участвовала морская пехота всех трёх государств Варшавского договора, имеющих такой род войск. Об этом в ежегодном обзоре Советских Вооружённых сил пишет датский аналитик П. Х. Расмуссен, указывая при этом 40, а не 30 десантных транспортов.

## Последующие события
Вскоре после учений отряд кораблей Балтийского флота в составе: БПК «Бдительный», «Дружный» и танкера «Лена» (командир отряда — капитан 1 ранга В. Г. Егоров), заходил в порт Гаваны. На борту «Бдительного» главнокомандующий ВМФ СССР Адмирал Флота Советского Союза С. Г. Горшков принимал Фиделя Кастро.